# Svenska slut
Svenska Slut är en svensk TV-serie från 2002, samproducerad av SVT, Filmpool Nord och Giraff Film med hjälp från Bodens kommun. Pontus Wikström skrev manus och regisserade.
Serien bestod av sex halvtimmeslånga avsnitt som sändes i SVT2 under första kvartalet 2002.

## Handling
Serien utspelar sig i en nära framtid vid en anläggning för radioaktivt avfall i norra Sverige. På grund av en tidigare olycka är ett stort område i norra Sverige evakuerat. Anläggningens anställda, "uranrallarna", är inkvarterade i bergrum. I dessa bergrum bedrivs också hemliga forskningsexperiment för att framställa strålningståliga humanoider.

## Rollista
- Byråchef Nader - Wallis Grahn
- Assistent Landmark - Martin Wikström
- Förman Hellström - Göran Forsmark
- Glenn - Harald Lönnbro
- Urandöden - Lamine Dieng
- Ramirez - Antti Reini
- Isse - Patrik Johansson
- Stefano - Gregorius Maillis
- Bax-Lisa - Johanna Hövenmark
- Nyköping - Kent Pettersson

## Inspelning
Serien spelades till stor del in i några av de bergrum som är en del av Bodens fästning.
Serien blev aldrig någon stor succé.